# Phyllachora anthephorae
Phyllachora anthephorae är en svampart som beskrevs av Syd. & P. Syd. 1915. Phyllachora anthephorae ingår i släktet Phyllachora och familjen Phyllachoraceae.   Inga underarter finns listade i Catalogue of Life.